# Kunsthochschule Berlin-Weißensee

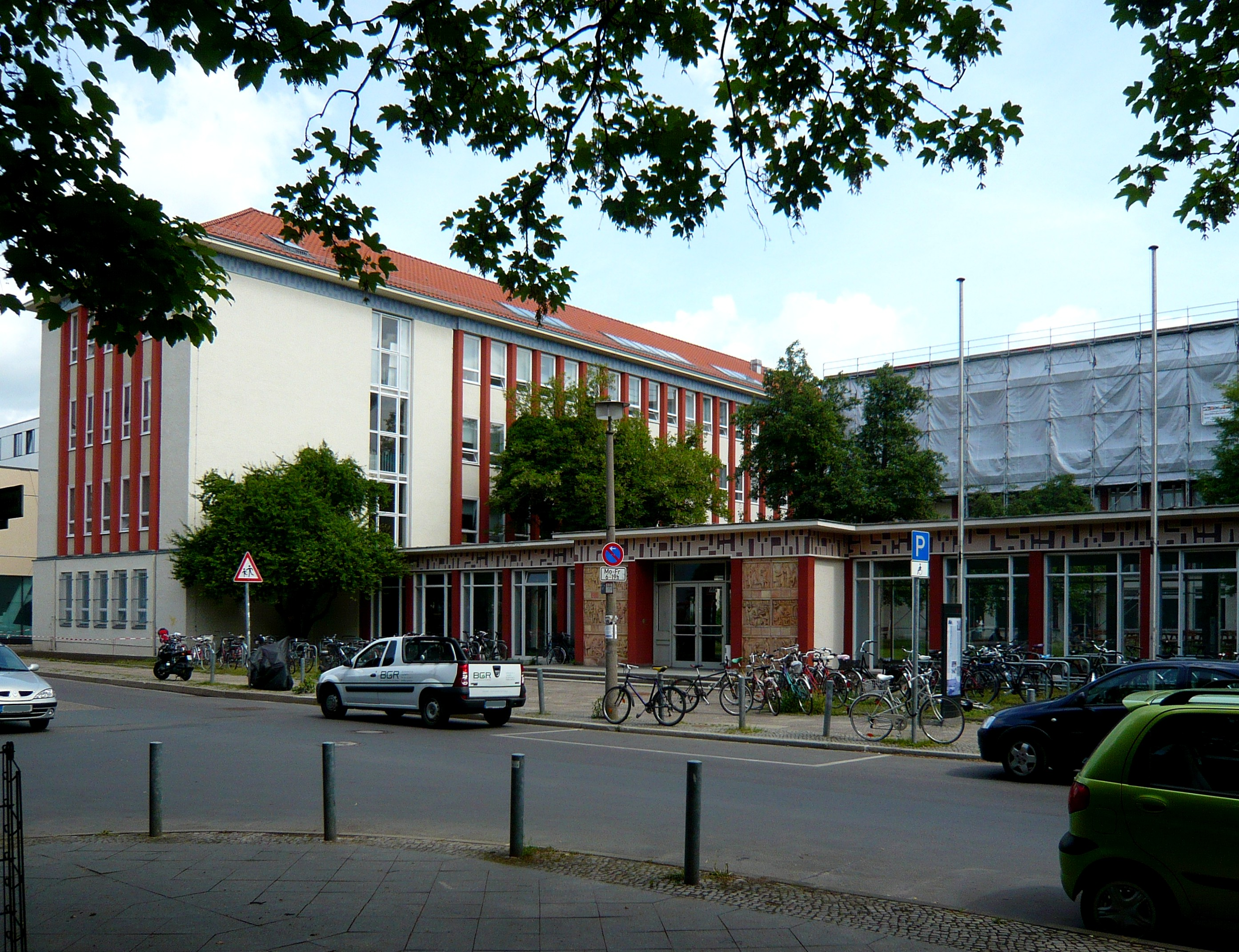
Haupteingangsbereich in der Bühringstraße in Berlin-Weißensee

Die Kunsthochschule Berlin-Weißensee (Eigenschreibweise: weißensee kunsthochschule berlin) ist eine Hochschule zur Ausbildung von Künstlern und Gestaltern verschiedener Fachrichtungen. Sie wurde 1946 in Berlin-Weißensee gegründet. Eine Besonderheit ist das für alle Studierende verbindliche Künstlerisch-Gestalterische Grundlagenstudium.

## Geschichte

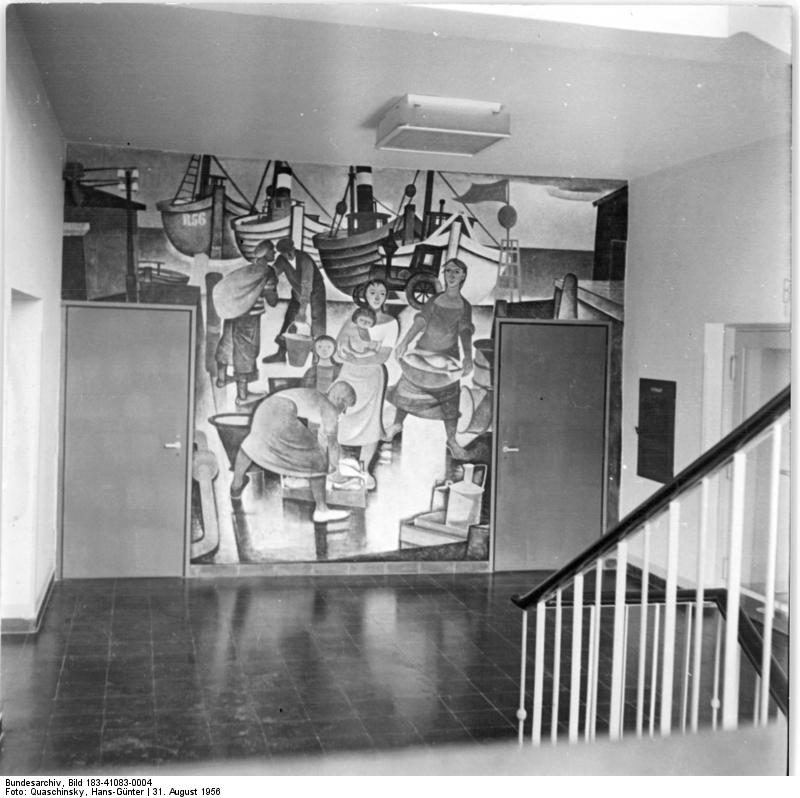
Gebäudeeinweihung 1956

Die Hochschule wurde 1946 vom Metallbildhauer Otto Sticht in Berlin als Kunstschule des Nordens gegründet. Die ersten Professoren waren Jan Bontjes van Beek, Hermann Gehring, Bernhard Heiliger, Willem Hölter (1904–1989), Robert Huth (1890–1977), Arno Mohr, Eva Schwimmer, Sticht und Kurt Thillesen (1899–1952). Zu den ersten Studenten gehörten u. a. Günter Kunert und Günter Kupetz. 1947 erfolgte die staatliche Anerkennung als Kunsthochschule durch die sowjetische Militäradministration und die Umbenennung in Hochschule für angewandte Kunst. 1950 wurde der niederländische Architekt und Designer Mart Stam Direktor der Kunsthochschule und begründete das fächerübergreifende Grundlagenstudium. Stam blieb Direktor der Hochschule bis 1952. 1950 wurde auf Initiative Arno Mohrs eine Druckwerkstatt eingerichtet.
Ab 1. September 1953 trug die Schule den Namen Hochschule für bildende und angewandte Kunst und ab 1969 Kunsthochschule Berlin.
In der DDR gab es an der Schule eine Arbeiter- und Bauernfakultät für bildende Kunst und ab 1963 ein zweijähriges Abendstudium für Berufstätige zur Vorbereitung auf ein Hochschulstudium.
1968 wurde an der Schule mit der Spezialisierungsrichtung Gemälderestaurierung der in Deutschland erste Studiengang für Restauratoren eingerichtet, der allerdings nur vier Jahre bestand. Er brachte 14 Absolventen hervor.
Seit Inkrafttreten des Einigungsvertrages 1990 trägt die Einrichtung den Namen Kunsthochschule Berlin-Weißensee (Eigenschreibweise: weißensee kunsthochschule berlin), vollständiger Name gemäß Satzung: Kunsthochschule Berlin (Weißensee) – Hochschule für Gestaltung. Mit dem Beschluss des Berliner Senats zum Ausbau der Kunsthochschule im Oktober 1991 erhöhte sich die Studentenzahl von etwa 250 zunächst auf das Doppelte, bis Frühjahr 2023 bereits auf 850.
Der Studiengang Architektur wurde 2005 eingestellt.
Für die Jahre zwischen 2020 und 2030 sind zahlreiche Neubauten am Standort in Weißensee geplant, um den Flächenbedarf der Hochschule zu decken. Ein Wissenschafts- und Kreativstandort Campus Weißensee mit Erweiterungsbauten für die Lehre und künstlerisch-praktische Ausbildung, Gebäude für studentisches Wohnen, Labore für Firmengründer, Ausstellungsflächen, öffentliche Kommunikationsräume sowie gastronomische Angebote soll entstehen.

## Organisation
Die Einrichtung befindet sich im Ortsteil Berlin-Weißensee.
Die Mart-Stam-Gesellschaft ist der Förderverein der Hochschule.

### Rektoren
- 1946–1948: Otto Sticht (Metallbildhauer)
- 1948–1950: Jan Bontjes van Beek (Keramiker)
- 1950–1952: Mart Stam (Architekt und Designer)
- 1952–1956: Werner Laux (Maler)
- 1956–1957: Bert Heller (Maler)
- 1957–1961: Gustav Urbschat (Gesellschaftswissenschaftler)
- 1961–1968: Fritz Dähn (Maler)
- 1968–1988: Walter Womacka (Maler)
- 1988–1991: Rudolf Grüttner (Grafiker)
- 1991–1996: Alfred Hückler (Formgestalter)
- 1996–2004: Rainer W. Ernst (Architekt)
- 2004–2011: Gerhard Strehl (Produkt-Designer)
- 2011–2021: Leonie Baumann (Kuratorin)
- ab Juni 2021: Angelika Richter (Kunsthistorikerin)[14][15]

### Standorte
In den Jahren 1955–1956 wurde der Standort der Kunsthochschule, d. h. das bereits genutzte Verwaltungsgebäude der ehemaligen Trumpf-Schokoladenfabrik (erbaut 1934) nach Norden baulich erweitert. Die neu errichteten Hochschulgebäude entstanden unter der Entwurfsleitung von Selman Selmanagić, Professor für Bau- und Raumgestaltung an der Kunsthochschule. Eine Besonderheit des Projektes bestand in der Zusammenarbeit von Lehrkräften, Diplomanden und Studenten der Hochschule bei Planung und Errichtung. Das Entwurfsteam bestand aus dem Architekten Selman Selmanagić unter Beteiligung von Peter Flierl, Erwin Krause und Günther Köhler. Die Hochschule wurde in einem offenen Karree von drei farblich gefassten Putzbauten um einen Innenhof mit Gartenanlage erstellt. Ein eingeschossiges, großflächig verglastes Ausstellungsfoyer mit Flachdach, welches in der Mitte den Haupteingang aufnimmt und gegenüber den flankierenden Gebäuden zurückgesetzt wurde, dient als verbindendes Glied zwischen dem Gebäude von 1934 und dem quer zur Straße gestellten Neubau des viergeschossigen Unterrichtsgebäudes.
Die Ausführung der Entwürfe erledigte die Firma Industrieprojektierung Berlin. Die Innenausstattung der Holzbauarbeiten übernahmen die Deutschen Werkstätten Hellerau. Für die künstlerische Innengestaltung erhielten die Maler Kurt Robbel und Arno Mohr die Aufträge für je ein Wandbild. Das Wandbild von Mohr erhielt seinen Platz vor der Aula. Die Aula sollte ursprünglich auch als kultureller Bestandteil des Wohngebietes fungieren, hatte eine feste Bestuhlung und war für Kinovorführungen ausgestattet. Bert Heller erhielt den Auftrag für ein Wandbild in der Mensa gegenüber der Fensterseite. Toni Mau entwarf und fertigte einen Fries zur gestalterischen Gliederung der Fassaden. Nach dem Entwurf von Ernst Rudolf Vogenauer schuf Jürgen von Woyski das Relief am Eingang des Foyers der Kunsthochschule, das Szenen aus dem Hochschulleben zeigt. Die Kunstschmiedearbeiten wurden von Fritz Kühn ausgeführt. Die Keramiken im Inneren der Mensa stammen von Ernst Rudolf Vogenauer und Rudolf Kaiser.

Die Neubauten wurden am 11. November 1956 eingeweiht. Sie sind wie das ehemalige Verwaltungsgebäude der Schokoladenfabrik Trumpf denkmalgeschützt. Der Aula-Flügel des Selmanagic-Baues wurde von 2010 bis 2011 von der Wüstenrot Stiftung, die 1,5 Mio. Euro investierte, instand gesetzt, saniert und restauriert. Dabei wurde auch das Wandbild Wendepunkt von Arno Mohr im Vorraum der Aula restauriert.
Die Kunsthalle am Hamburger Platz (Gustav-Adolf-Straße 140) wird fachgebietsübergreifend für Projekte und Ausstellungen genutzt. Für die Jahresausstellung „Rundgang“ werden auch externe Ausstellungsräume wie das Kühlhaus Berlin (in der Luckenwalder Straße 3, 10963 Berlin) für die Fachgebiete Bildhauerei und Malerei genutzt, wie zuletzt für die Ausstellung Yet Yet im Jahr 2022.

### Hochschulrat
Am 12. Februar 2004 konstituierte sich der Hochschulrat der Kunsthochschule Berlin-Weißensee. Er wurde im Rahmen der 2003 beschlossenen Erprobungsklausel des Berliner Hochschulgesetzes (BerlHG § 7a) eingeführt und soll die Hochschulleitung und die akademischen Gremien strategisch beraten. Dieser mit externen Mitgliedern aus Wirtschaft und Gesellschaft besetzte Hochschulrat hat weitreichende Befugnisse wie die Billigung des Entwurfs und Feststellung des Haushaltsplans oder die Einrichtung und Aufhebung von Studiengängen. Die derzeitigen Mitglieder (Stand Juni 2021) sind:
| - Werner Kehren (Vorsitzender) - Ingeborg Berggreen-Merkel - Peter Raue - Christina Weiß | und qua Amt: - Angelika Richter, Rektorin der Kunsthochschule Berlin-Weißensee - Michael Müller, ehemaliger Regierender Bürgermeister von Berlin | Ehemalige Mitglieder: - Hartmut Dorgerloh - Gabriele Knapstein - Jutta Limbach - Dieter Puchta - Dieter Simon |

## Studium

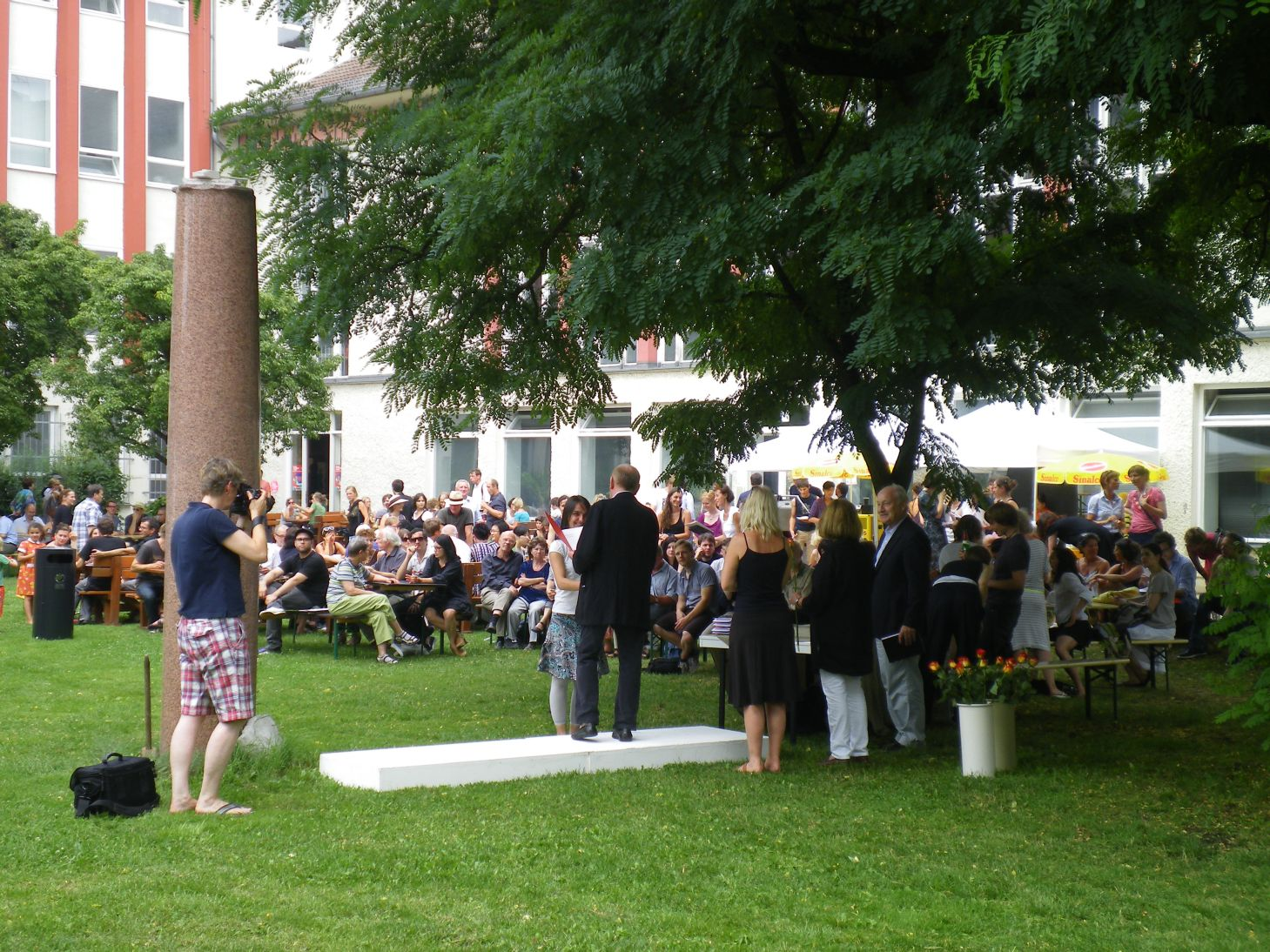
Feierliche Graduiertenzeremonie

### Studiengänge
Angeboten werden der Diplomstudiengang Freie Kunst mit den Fachgebieten Bildhauerei, Bühnen- und Kostümbild und Malerei, sowie die Bachelor- und Masterstudiengänge Mode-Design, Produkt-Design, Textil- und Material-Design sowie Visuelle Kommunikation.
Seit mehreren Jahren werden die postgradualen Masterstudiengänge Kunsttherapie und Raumstrategien (Spatial Strategies), das „einen kritischen Ansatz zur Auseinandersetzung mit der Verletzlichkeit von Räumen – insbesondere durch (post-)migrantische, ökologische, digitale und weitere sich erweiternde Perspektiven verfolgt“, angeboten.

### Hochschullehrer
Derzeit (Stand Juli 2025) unterrichten folgende Hochschulprofessoren an der Kunsthochschule:
– nach Fachgebieten geordnet –
| Bildhauerei - Matthias Flügge (Honorarprofessor) - Else Gabriel - Wilhelm Klotzek - Albrecht Schäfer Bühnen- und Kostümbild - Stefan Hageneier - Peter Schubert - Andrea Vilter - Carolin Losch (Gastprofessorin) Künstlerisch-Gestalterische Grundlagen - Ulf Aminde - Christine Goutrié - Peter Rösel - Astrid Stricker Kunsttherapie - Uwe Herrmann (Gastprofessor) - Martin Seidemann (Honorarprofessor) | Malerei - Nader Ahriman - Friederike Feldmann - Pia Linz Mode-Design - Clara Leskovar - Patrick Rietz - Doreen Schulz Produkt-Design - Nils Krüger - Thomas Ness - Barbara Schmidt - Jakob Timpe - Carola Zwick Raumstrategien - Bonaventure Soh Bejeng Ndikung - Pauline Doutreluingne (Gastprofessorin) | Textil- und Material-Design - Zane Berzina - Karola Dierichs - Nadine Göpfert - Christiane Sauer Theorie und Geschichte - Martin Beck (Gastprofessor) - Judith Dobler (Gastprofessorin) - Christian Donle (Honorarprofessor) - Knut Ebeling - Antonella Giannone - Herbert Grüner - Joseph Imorde - Mona Jas (Honorarprofessorin) - Jean-Baptiste Joly (Honorarprofessor) - Lucy Norris (Gastprofessorin) - Jörg Petruschat Visuelle Kommunikation - Julian Adenauer (Honorarprofessor) - Kyung-hwa Choi-ahoi - Barbara Junge - Steffen Schuhmann - Wim Westerveld |

## DesignFarmBerlin
Die Kunsthochschule bietet ein umfassendes Förderprogramm für Absolventen an, um den Übergang vom Studium in die Praxis zu erleichtern. Die im Projekt DesignFarmBerlin etablierte Initiative vergibt Förderstipendien kombiniert mit Beratungsleistungen für den Zeitraum von 9 Monaten.

## Persönlichkeiten (Auswahl)

### Professoren und Lehrkräfte

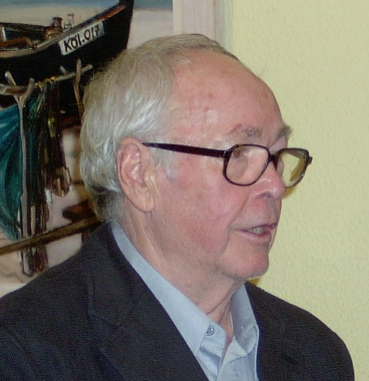
Walter Womacka

An der Kunsthochschule unterrichteten in der Vergangenheit viele namhafte Künstler und Künstlerinnen (Malerei, Grafik, Bildhauerei, Gebrauchsgrafik, Illustration und Buchgestaltung, Produktdesign, Architektur, Textil- und Modedesign sowie Bühnen- und Kostümbild):
– alphabetisch geordnet –
- Tawan Arun, Visuelle Kommunikation
- Theo Balden, Malerei, Bildhauerei
- Herbert Behrens-Hangeler, Malerei
- Axel Bertram, Visuelle Kommunikation
- Norbert Blum, Künstlerisch-Gestalterische Grundlagen
- Günther Brendel, Malerei
- Cay-Hugo von Brockdorff
- Manfred Butzmann, Gastdozent (1988–1993)
- Karin Dannecker, Kunsttherapie
- Heinrich Drake, Bildhauerei
- William Fan, Gastprofessur Mode-Design (2023)
- Ursula Fehlig, Mode-Design (1969–1981)
- Arno Fischer, Fotografie
- Wilfried Fitzenreiter, Plastik
- Dieter Goltzsche, Malerei
- Katharina Grosse, Malerei
- Rudolf Grüttner, Gebrauchsgrafik
- Waldemar Grzimek, Bildhauerei
- Matthias Gubig, Visuelle Kommunikation (1992–2007)
- Bert Heller, Malerei
- Friedrich B. Henkel, Plastik
- Wolfgang Henze, Keramik (ab 1946)
- Erich Hering, Malerei
- Herbert Hirche, angewandte Kunst
- Heinz Hirdina, Designtheorie
- Rudi Högner, Formgestaltung
- Walter Howard
- Heinrich Ilgenfritz
- Ernst Jazdzewski, Illustration und figürliches Zeichnen
- Jo Jastram, Bildhauerei
- Erich John, Formgestaltung
- Alex Jordan, Visuelle Kommunikation
- Günter Junge, Gebrauchsgrafik
- Rudolf Kaiser, Keramiker
- Heinrich Kilger der Jüngere
- Werner Klemke, Illustration
- Konrad Knebel, Malerei
- Fritz Koelle, Bildhauerei
- Stefan Koppelkamm, Visuelle Kommunikation
- Siegfried Krepp, Bidhauerei
- Fritz Kühn, Metallbildhauer
- Dietmar Kuntzsch, Architektur
- Adam Kurtz, Kunstmaler und Bildhauer
- Karl Lemke, Bildhauerei
- Daniel Libeskind, Architektur
- Nanne Meyer, Visuelle Kommunikatiom
- Arno Mohr, Malerei, Grafik
- Gabriele Mucchi, Malerei
- Eva Mücke, Modedesign und -grafik
- Barbara Müller-Kageler, Malerei, Grundlagen
- Dietmar Palloks, Industriedesign
- Ronald Paris, Malerei
- Christine Perthen, Modedesign und -grafik
- Christa Petroff-Bohne, Produktdesign
- Wolfgang Peuker, Malerei, Grafik
- Volker Pfüller, Szenografie, Grafik
- Tyyne Claudia Pollmann, Künstlerisch-Gestalterische Grundlagen (2012–2025)
- Alexandra Povòrina
- Gerhard Preuß, Grafik
- Kurt Robbel, Malerei, Restaurierung
- Paul Rosié
- Karin Sander, Bildhauerei
- Heike Selmer, Mode-Design (2006–2023)
- Karl-Heinz Schamal
- Hanns Schimansky
- Susanne Schwarz-Raacke, Produkt-Design
- Selman Selmanagic, Architektur
- Werner Stötzer, Bildhauerei
- Horst Strempel
- Wilhelm Tank
- Heinrich Tessmer, Malerei
- Nasan Tur, Raumstrategien
- Ernst Rudolf Vogenauer
- Gabriele Werner, Theorie und Geschichte
- Artur Winter, Mode-Design
- Klaus Wittkugel, Gebrauchsgrafik
- Jürgen von Woyski, Baukeramik

### Absolventen
Aus der Studentenschaft gingen später ebenfalls bekannt gewordene Künstler hervor:
– alphabetisch geordnet –
- Tawan Arun, Studium 2005–2010, Visuelle Kommunikation
- Georg Baselitz, Studium 1956–1957, Malerei
- Hildegard Bergner, Studium 1962–1965, Modegestaltung
- Rolf Biebl, Studium 1973–1978, Bildhauerei
- Bärbel Bohley, Studium 1969–1974, Malerei
- Rudolf Böhm, Bildhauerei
- Christian Bonnet, Studium 1979–1987 Bildhauerei
- Ignaz Horst Breitkreuz, Studium  1947–1948, Grafik
- Manfred Butzmann, Studium 1964–1969, Grafik
- Karl Clauss Dietel, Studium 1956–1961, Formgestaltung
- Dorothee Dubrau, Studium 1973–1978, Architektur
- Anke Feuchtenberger, 1983–1988, Gebrauchsgrafik
- William Fan, 2013–2015, Modedesign
- Dietrich Grüning, 1965–1971, Bildhauerei
- Monika Hamann, 1976–1981, Bildhauerei
- Rolf Händler, Studium 1961–1966, Malerei
- Florentijn Hofman, Formgestaltung
- Michael Jastram, 1979–1984, Malerei
- Erich John, Studium 1953–1958, Formgestaltung
- Regina Junge, Studium 1960–1966, Keramik
- Golnar Katrahmani, Visuelle Kommunikation
- Friedrich Kautz, Studium 2002–2008, Visuelle Kommunikation
- Martin Kelm, Studium 1953–1958, Formgestaltung
- Siegfried Korth, Studium 1950–1955, Malerei
- Jürgen Kümmel, Studium 1976–1981, Bildhauerei
- Heinz-Karl Kummer, Studium 1951–1952, Malerei, Grafik
- Sigrid Kupetz, Studium 1946–1947, Malerei, Grafik
- Mark Lammert, Studium 1979–1986, Malerei
- Ute Lindner Studium 1982–1988, Modegestaltung
- Harry Leupold, Studium 1953–1958, Bühnenbild
- Ulli Lust
- Ellen Mäder-Gutz
- Mawil, Studium 1995–2002, Visuelle Kommunikation
- Dorothea Melis, Studium 1956–1961, Modegestaltung
- Karl Mertens
- Eva Mücke, Studium 1959–1963, Modegestaltung
- Thomas K. Müller, Studium 1989–1994, Bildhauerei
- Hanna Musiolek, Studium 1955–1958 (Hochschulverweis), 1975–1977 Modegestaltung (berufsbegleitend)
- Rainer Muhrbeck, Studium 1968–1973, Bildhauerei
- Bert Neumann, Studium 1980–1985, Bühnen- und Kostümbild
- Elke Pollack, Studium 1990–1995, Malerei, Grafik
- Núria Quevedo, Studium 1958–1963, Grafik
- Susanne Rast, Studium 1981–1986, Bildhauerei
- Sandra Rienäcker, Studium 1996–2001, Malerei, Grafik
- Lutz Rudolph, Studium 1955–1960, Formgestaltung
- Philipp Schack, Studium 1989–1995, Malerei
- Manfred Schindler, Studium 1955–1960, Formgestaltung
- Einar Schleef, Studium 1964–1965 und 1967–1971, Malerei, Bühnenbild
- Ariane Spanier, Kommunikationsdesign
- Anna Franziska Schwarzbach, Abendstudium 1975–1979, Bildhauerei
- Helena Scigala, Studium 1947–1949, Malerei, Grafik
- Grit Seymour, 1984–1986 Modegestaltung (Exmatrikulation)
- Michael Sohn, Studium 1979–1984, Formgestaltung
- Nancy Torres, Studium 1974 – 1979, Bühnenbild
- Jordi Truxa, Studium 1997–2003, Produkt-Design
- Annette Tucholke, Studium 1983–1991, Formgestaltung, Bildhauerei
- Henning Wagenbreth
- Georg Weise, Studium 1998–2003, Malerei
- Christiane Werner, Studium 1986–1989, Malerei, Grafik
- Claus-Peter Werner, Studium 1946–1951, Architektur
- Carl-Heinz Westenburger, Malerei, Grafik
- Olivia Wiederkehr, Studium 1998–2002, Installations- und Performancekunst